# 丹尼斯·赫柏特
丹尼斯·德克斯特·赫柏特（英語：Dennis Dexter Haysbert，1954年6月2日—）或簡稱丹尼斯·赫柏特（Dennis Dexter Haysbert），美國男演員。較知名的是在電視劇《24小時反恐任務》（2001年至2006年）中飾演大衛·帕默。
其他知名作品如電影《大聯盟》（1989年）、《槍聲響起》（1992年）、《烈火悍將》（1995年）、《一觸即發》（1997年）、《遠離天堂》（2002年）、《鍋蓋頭》（2005年）、《雙面特勤》（2007年）、《親愛的白人》（2014年）和《米爾格倫實驗者》（2015年）。2020年，他在電視劇《魔鬼神探》第五季中飾演上帝。

## 早年
赫柏特出生於聖馬刁。母親 Gladys（娘家姓 Minor）是名家庭主婦和房屋清潔員，父親 Charles Whitney Haysbert, Sr. 則是位副警長和航空公司保安。他在家裡九個小孩中排名第八，有兩個姊妹和六個兄弟。赫柏特的父母來自路易斯安那州。他本身信奉於浸禮宗。

## 外部連結
- Dennis Haysbert在互联网电影资料库（IMDb）上的資料（英文）
- Dennis Haysbert's Official Website & DH6 Gear Store（页面存档备份，存于）
- Official Dennis Haysbert page的Facebook專頁
- The World According To Dick Cheney - The A.V. Club（页面存档备份，存于）
- Haysbert Bio at The Unit（页面存档备份，存于）
- BostonHerald（页面存档备份，存于）
- Race on Broadway（页面存档备份，存于）